# Pere Calders
Pere Calders i Russinyol (ur. 29 września 1912 w Barcelonie, zm. 21 lipca 1994 tamże) – kataloński pisarz.
W 1936 debiutował zbiorem opowiadań El primer arlequí. Podczas wojny domowej w Hiszpanii 1936–1939 aktywnie popierał republikę, po upadku której na 23 lata wyemigrował do Meksyku. W 1955 opublikował zbiór opowiadań Cròniques de la veritat oculta  uznawany za najbardziej reprezentatywny dla jego stylu, określanego jako realizm magiczny przesycony humorem. Osiągał efekt absurdalności (m.in. w powieści Ronda naval sota la boira z 1966, w której w alegoryczny sposób nawiązuje do tematu wojny domowej) dzięki zastosowaniu ironii i dystansu sceptycznego moralisty. W wydanej w 1964 powieści L'ombra de l'atzavara opisał hiszpańskie środowisko emigracyjne.